# Prince of Jutland
Prince of Jutland (títol internacional Royal Deceit) és una coproducció europea de 1994 dirigida per Gabriel Axel i interpretada per Christian Bale, Gabriel Byrne i Helen Mirren, basada en l'obra de teatre de William Shakespeare.

## Argument
Jutland, regne del Dinamarca. El príncep Amled, fill del rei Harvendel, assisteix a l'homicidi d'aquest últim i del seu germà pel seu oncle Fenge, que s'apodera del tron. El jove home fingeix enfonsar-se en la bogeria i comença una venjança fredament calculada en una estada a casa d'un vell amic anglosaxó, el Duc de Lindsay, troba l'amor en la persona de la seva filla i també l'ocasió d'aniquilar el seu oncle.

## Al voltant de la pel·lícula
- Christian Bale i Kate Beckinsale es trobaran el 2002 a la pel·lícula Laurel Canyon.

## Repartiment
- Gabriel Byrne: Fenge
- Helen Mirren: Geruth
- Christian Bale: Amled
- Brian Cox: Aethelwine
- Steven Waddington: Ribold
- Kate Beckinsale: Ethel
- Tony Haygarth: Ragnar
- Freddie Jones: Bjorn
- Tom Wilkinson: Hardvendel